# Prawo bartne
Prawo bartne (również prawo obelne) – przepisy prawne regulujące funkcjonowanie społeczności bartniczych
w dawnej Polsce.

## Źródła pisane prawa bartnego
Jednymi z pierwszych regulacji tego typu były przepisy, które znalazły się w statucie Kazimierza Wielkiego w roku 1347. W 1401 roku podobne postanowienia zostały zamieszczone w statucie księcia Janusza I Mazowieckiego. Z czasem prawa te umacniały się, doszło do powstania urzędów bartnych. Pierwsze prawo bartne, tzw. ciechanowskie prawo bartne, zostało spisane w Ciechanowie, przez Krzysztofa Niszczyckiego. Jako oddzielny dokument pochodzi z 1559 roku; nosiło ono tytuł: Prawo bartne, bartnikom należące, którzy według niego sprawować się i sądzić mają [...] i obejmowało starostwa przasnyskie i ciechanowskie. Jest to kodyfikacja istniejących praw zwyczajowych, którym podporządkowane było od dawna życie Kurpiów. Drugi podobny dokument spisał w 1616 roku Stanisław Skrodzki. Był to Porządek prawa bartnego, wedle starodawnego zwyczaju i dawnych ustaw potocznych Spraw Bartnych z pośrodka bartników uchwalony i wydany [...]; prawo to objęło swym zasięgiem starostwo ostrołęckie i łomżyńskie. Porządek zawiera zwyczaje bartne bartników z łomżyńskiego spisane w 117 artykułach, w dużej mierze naśladujących Prawo bartne z 1559 roku, ale zawierających też elementy oryginalne.

## Obszar działania prawa bartnego
Prawa bartne były typowe dla Polski piastowskiej, która była krajem zaopatrującym w miód i wosk kraje Europy Zachodniej. Zawierały wytyczne na temat organizacji bartnictwa, urzędów bartnych, obowiązków bartników, ochrony drzew bartnych i borów bartnych; wyjaśniały też kwestie spadkowe i karne. Opisywały organizację bractwa bartnego; członek bractwa musiał się wykazać ślubnym pochodzeniem, dobrą sławą swoją i swoich rodziców, zobowiązać do składania rocznej daniny staroście królewskiemu i uczestnictwa w zgromadzeniach sądowych. Pośrednikiem między bartnikami i starostą królewskim był starosta bartny, szlachcic wybrany przez bractwo i zatwierdzony przez króla. Starosta bartny miał prawo i obowiązek mianowania niższych urzędników: podstarościego, sędziego i podsędka sądu bartnego i innych.

## Przykłady prawa bartnego
Barcie znaczono herbami borów bartnych, których nie znajdzie się w żadnym z herbarzy, a które należą do najstarszych polskich znaków identyfikacyjnych.

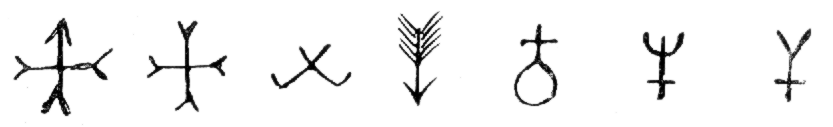
„Herby” bartne – znaki identyfikacyjne barci z różnych borów bartnych: cztery pierwsze z 1713 roku, piąty z 1725 roku, szósty z 1735 roku, siódmy – 1731.

Z punktu widzenia prawa bartnego do najsurowiej karanych przestępstw należało wykradanie miodu, związane ze zniszczeniem rodziny pszczelej; groziła za to kara śmierci przez powieszenie. Wyrok wydawał sąd bartny, a przed wykonaniem wyroku wszyscy bartnicy, wezwani na proces, musieli dotknąć powroza, na którym miał zawisnąć winowajca. Stanisław Skrodzki opisywał także sytuację, kiedy zachodziło podejrzenie popełnienia powtórnie opisywanego przestępstwa. Wówczas prawo przewidywało sprowadzenie z miasta kata, który „takowemu ma pęp wyrżnąć i z niego kiszki wytoczyć, i tak z nim czekać aż zdechnie, a potym zdechłego obiesić” (s. 33)